# تشاك باتون
تشاك باتون (بالإنجليزية: Chuck Patton)‏ هو فنان قصص مصورة ورسام رسوم متحركة وكاتب سيناريو أمريكي، ولد في 1960 في كاليفورنيا في الولايات المتحدة.

## وصلات خارجية
- تشاك باتون على موقع IMDb (الإنجليزية)
- تشاك باتون على موقع ألو سيني (الفرنسية)
- تشاك باتون على موقع أول موفي (الإنجليزية)
- تشاك باتون على موقع قاعدة بيانات الأفلام السويدية (السويدية)
- تشاك باتون على موقع قاعدة بيانات الفيلم (الإنجليزية)
- تشاك باتون على موقع كينوبويسك (الروسية)